# 巴森丁鎮
巴森丁鎮（英語：Town of Bassendean）是澳大利亞西澳府城－伯斯大都會內東北部的一個地方政府，位於市中心之西12公里處，境內道路建設達97公里長，轄境有10.4平方公里；2008年，居民有14,233人。

## 議會
巴森丁鎮議會有議席9座，分由3個選區，各選出3位議員，鎮長非直選。

## 外部連結
- 巴森丁鎮官方網站 （页面存档备份，存于）